# 220229 Hegedüs
(220229) Hegedüs, denumire internațională (220229) Hegedus, este un asteroid din centura principală de asteroizi.

## Descriere
220229 Hegedüs este un asteroid din centura principală de asteroizi. A fost descoperit pe 1 noiembrie 2002 la Observatorul Palomar în cadrul programului NEAT. Asteroidul prezintă o orbită caracterizată de o semiaxă mare de 2,36 ua, o excentricitate de 0,13 și o înclinație de 5,3° în raport cu ecliptica.